# Portada/efemèride juny 10
Terrassa de la Fundació Joan Miró
« 9 de juny · 10 de juny · 11 de juny »